# Rida (chanteur)
Rida (en arabe : رضا) est un chanteur libanais, né à Aley le 1er janvier 1977, au Mont Liban.

## Carrière
De son vrai nom Ali Rida, il se fait connaître avec son premier album Kafeit Wafeit paru en 2000 chez le label Farasan. Quelques années plus tard, Rotana publie son second opus Radi qui connaît un succès qui lui permettra de renouveler deux fois de suite son contrat jusqu'en 2006[réf. nécessaire].

## Albums
- Kafeit Wafeit, 2000.
- Radi, 2003.
- Aallam Waladek, 2005.
- Wadaatini, 2006.
- Nessit El Noum, 2009.
- Robaeyat Fi Hob Allah, 2010.
- Aisheen, 2011.
- Rida 2015, 2015.
- Bkhatrek, 2018.